# Jean-Claude Catusse
Jean-Claude Catusse, est un joueur de pétanque français. 

## Clubs
- ?-? : Pétanque Trépalou Decazeville (Aveyron)

## Palmarès[1],[2]

### Séniors

#### Championnats du Monde
Finaliste
- Triplette 1973 (avec René Sénezergues et Christian Lafon) :  Équipe de France

#### Championnats de France
Champion de France
- Triplette 1972 (avec René Sénezergues et Christian Lafon) : Pétanque Trépalou Decazeville